# Január 3.
Január 3. az év 3. napja a Gergely-naptár szerint. Az évből még 362 (szökőévekben 363) nap van hátra.
Névnapok: Benjámin, Genovéva + Dzsenifer, Dzsenna, Dzsenni, Filadelfia, Gvendolin, Gyöngyvér, Hermina, Kardos, Zsinett

## Események

### Politikai események
- 936 – VII. Leó pápa megválasztása.
- 1493 - A Mátyást követő II. Ulászló hivatalosan feloszlatta hajdan híres Fekete Sereget, de a még hónapokig folytak kisebb-nagyobb harcok ellenük
- 1521 – X. Leó pápa kiátkozza Luther Mártont.
- 1531 – Mária magyar királyné átveszi Németalföld kormányzói méltóságát.[1]
- 1833 – Az Egyesült Királyság elfoglalja a Falkland-szigeteket (spanyolul Islas Malvinas).
- 1959 – Alaszka az Amerikai Egyesült Államok 49. tagállama lesz.
- 1961 – Az USA megszakítja a diplomáciai kapcsolatokat Kubával.
- 1990 – Az amerikaiak letartóztatják a pápai nunciatúrára menekült panamai diktátort, Manuel Noriegát.
- 2008 – A Srí Lanka-i kormány felmondja a tamil tigrisekkel 2002-ben kötött tűzszünetet.
- 2020 – Egy amerikai dróntámadás megöli az iráni kémfőnököt, Kászim Szulejmánit.

### Tudományos és gazdasági események
- 1870 – Megkezdődik a brooklyni híd építése
- 1874 – Forgalomba állítják az első magyar gyártású gőzmozdonyt
- 1977 – Nagy-Britannia kölcsönt vesz fel a Nemzetközi Valutaalaptól
- 1992 – Az első szívátültetés Budapesten, a Semmelweis Orvostudományi Egyetem (SOTE) Ér- és Szívsebészeti Klinikáján. A műtétet dr. Szabó Zoltán professzor végezte, a páciens (Schwartz Sándor) később megnősült és családot alapított
- 2009 – A Bitcoin indítása (az első blokk bányászása)

### Kulturális események

#### Irodalmi, színházi és filmes események
- 1953 – Samuel Beckett világhírű művének, a Godot-ra várva című drámának az ősbemutatója a párizsi Théâtre de Babylone-ban

## Születések
- I. e. 106 – Marcus Tullius Cicero római író, filozófus, politikus, szónok († I. e. 43)
- 1698 – Pietro Metastasio olasz költő († 1782)
- 1754 – Pasquich János horvát származású római katolikus pap, matematikus, csillagász, egyetemi tanár, († 1829)
- 1819 - Charles Piazzi Smyth skót csillagász († 1900)
- 1823 – Robert Whitehead angol mérnök, feltaláló, († 1905)
- 1829 – Konrad Duden német tanár, filológus, szótárszerkesztő († 1911)
- 1839 – Thaly Kálmán költő, író, tiszteletbeli bölcsészdoktor, az MTA tiszteleti tagja († 1909)
- 1871 – Láng Nándor régész, művészettörténész, klasszika-filológus, az MTA tagja († 1952)
- 1880 – Benárd Ágost magyar orvos, keresztényszocialista politikus († 1968)
- 1883 – Sylvie francia színésznő († 1970)
- 1885 – Lesznai Anna magyar író, grafikus, iparművész († 1966)
- 1892 – J. R. R. Tolkien angol nyelvész, író († 1973)
- 1894 – Zasu Pitts amerikai színésznő († 1963)
- 1898 – Bugyi István Kossuth-díjas magyar sebész főorvos († 1981)
- 1906 – Alekszej Grigorjevics Sztahanov szovjet bányász, a sztahanovista mozgalom névadója.(† 1977)
- 1911 – John Sturges amerikai filmrendező († 1992)
- 1912 – Berczelly Tibor háromszoros olimpiai bajnok vívó († 1990)
- 1914 – Kollár Béla magyar színész († 1985)
- 1915 – Joe Sostilio amerikai autóversenyző († 2000)
- 1915 – Sennyei Vera magyar színésznő, érdemes művész († 1962)
- 1918 – Allen Heath kanadai autóversenyző († 1981)
- 1920 – Majer Antal magyar erdőmérnök, egyetemi tanár († 1995)
- 1922 – Keresztesi Béla magyar erdőmérnök, az MTA tagja († 2001)
- 1922 – Nemes Nagy Ágnes Kossuth-, József Attila- és Baumgarten-díjas magyar költő, író, műfordító († 1991)
- 1924 – Csapó János magyar színész, érdemes művész, a Miskolci Nemzeti Színház örökös tagja († 2015)
- 1925 – Cselőtei László magyar kertészmérnök, egyetemi tanár († 2012)
- 1929 – Sergio Leone olasz filmrendező († 1989)
- 1930 – Gaál Gabriella magyar nótaénekesnő († 2010)
- 1939 – Sas József Jászai Mari-díjas magyar humorista, színész, érdemes és kiváló művész († 2021)
- 1940 – Konkoly János magyar műugró († 2018)
- 1941 – Kaszás Ildikó magyar balett-táncos, koreográfus asszisztens, a Magyar Állami Operaház örökös tagja, érdemes művész († 2024)
- 1942 – Dušan Kováč szlovák történész, az MTA tagja
- 1942 – Sólyom László magyar alkotmányjogász, köztársasági elnök († 2023)
- 1945 – Szombathy Gyula Kossuth-díjas magyar színész
- 1950 – ef Zámbó István magyar festő, grafikus, szobrász, zenész
- 1950 – Victoria Principal amerikai fotómodell, színésznő
- 1951 – Jankovits József magyar színész, Liszt Ferenc-díjas operetténekes († 2023)
- 1956 – Mel Gibson ausztrál színész, filmrendező
- 1961 – Horváth György magyar színész
- 1968 – Baj László magyar színész
- 1969 – Michael Schumacher német autóversenyző
- 1971 – Sarah Alexander angol színésznő
- 1974 – Agócs Judit magyar színésznő
- 1977 – Iizuka Majumi japán énekes és szeijú (szinkronszínész)
- 1981 – L.L. Junior magyar rapper, énekes
- 1986 – Asa Akira amerikai pornószínésznő, rendező
- 1988 – Jonny Evans északír labdarúgó
- 1989 – Ucsimura Kóhei japán tornász
- 2003 – Greta Thunberg svéd klímaváltozás-aktivista
- 2004 – Carlos Baleba kameruni labdarúgó

## Halálozások
- 1322 – V. (Hosszú) Fülöp francia és navarrai király[2] (* 1291)
- 1571 – II. Joachim brandenburgi választófejedelem (* 1505)
- 1710 – Ocskay László brigadéros (* 1680)
- 1855 – Pollack Mihály magyar építész, a reformkor egyik legkiválóbb alkotója, a magyar klasszicista építészet egyik nagymestere (* 1773).
- 1858 – Henry Darcy francia mérnök, hidraulikus (* 1803)
- 1858 – Élisabeth-Félice Rachel francia színésznő (* 1821)
- 1874 – Wysocki József honvéd tábornok (* 1809)
- 1875 – Pierre Larousse francia nyelvész, tanár, lexikológus (* 1817)
- 1905 – Baross Károly agrárpolitikus, gazdasági író, szerkesztő (* 1865)
- 1914 – Csikász Imre magyar szobrászművész (* 1884)
- 1923 – Jaroslav Hašek cseh szatirikus író, a Švejk, egy derék katona kalandjai a világháborúban szerzője (* 1883)
- 1924 – Jiří Wolker cseh költő, író, újságíró (* 1900)
- 1927 – Carl Runge német matematikus, fizikus, spektroszkópus (* 1856)
- 1943 – Ferenczy Tibor magyar rendőrtiszt, országgyűlési képviselő (* 1881)
- 1973 – Boros Ádám magyar botanikus, biológus, mohakutató, egyetemi tanár (* 1900)
- 1974 – Gino Cervi olasz színész (* 1901)
- 1993 – Táncsics Mária magyar színésznő, a Magyar Televízió első bemondónője (* 1930)
- 1988 – Joie Chitwood amerikai autóversenyző (* 1912)
- 2003 – Kádár Flóra magyar színésznő (* 1928)
- 2007 – Nagy Gáspár Kossuth- és József Attila-díjas magyar költő, prózaíró, szerkesztő (* 1949)
- 2008 – Jimmy Stewart brit autóversenyző (* 1931)
- 2012 – Josef Škvorecký cseh író, publicista (* 1924)
- 2013 – Patty Shepard amerikai-spanyol színésznő (* 1945)
- 2014 – Helyey László Jászai Mari-díjas magyar színművész (* 1948)
- 2015 – Edward Brooke amerikai politikus, ügyvéd, szenátor (* 1919)
- 2020 – Kászem Szolejmáni iráni kémparancsnok (* 1957)

## Ünnepek, emléknapok, világnapok
- Jézus nevének napja („Jézus Szent Neve”) a katolikus egyházban[3]
- Burkina Faso: a forradalom napja, a népi felkelés évfordulója